# 马峪乡
马峪乡，是中华人民共和国山西省太原市清徐县下辖的一个乡镇级行政单位。

## 行政区划
马峪乡下辖以下地区：
李家楼村、仁义村、东马峪村、西马峪村、都沟村、东梁泉村、西梁泉村、刘家元村、梁家岭村、圪垛儿村、西沟村、桃园村、阳圈峁村、枣坪村、黄坡村、杏旺村、东迎南风村、西迎南风村、后窑村、涧沟村、东石窑村、西石窑村、碾底村、水峪村、东圪台头村、寺家坪村、武家崖村、程家沟村、陈家坪村、麦地掌村、西圪台头村和张家山村。